# Carlos Gurpegui
Carlos Gurpegui Nausia (født 19. august 1980 i Pamplona, Spanien) er en spansk tidligere fodboldspiller, der spillede som midtbanespiller hos La Liga-klubben Athletic Bilbao. Han spillede for klubben, samt dens andethold og satellithold, hele sin karriere.
Gurpegui blev den 3. november 2003 testet positiv for brug af det forbudte stof nandrolon, og blev idømt to års karantæne af det spanske fodboldforbund. Dommen fik dog ingen konsekvenser for Gurpeguis ansættelse i Athletic Bilbao.